# Arroyo de Piedra
Arroyo de Piedra è un sito archeologico della civiltà Maya situato a circa 2-3 nord-est di Dos Pilas e 3 km a ovest di Tamarindito, nella regione di Petexbatun. Il sito risale al periodo classico. Inizialmente un centro di importanza nella regione, Arroyo de Piedra venne posto in secondo piano con la salita al potere della città di Dos Pilas.
L'architettura di Arroyo de Piedra è diversa da quella di Dos Pilas e Aguateca, simile a quella di Tamarindito. Le iscrizioni geroglifiche mostrano che Arroyo de Piedra e Tamarindito formavano una politeia indipendente, prima della salita al potere di Dos Pilas con il benestare di Tikal. Arroyo de Piedra venne abbandonato nell'VIII secolo a causa della caduta di Dos Pilas e della conseguente disgregazione della politeia centrata nella zona.